# Wim Zomer
 (décembre 2018).
Si vous disposez d'ouvrages ou d'articles de référence ou si vous connaissez des sites web de qualité traitant du thème abordé ici, merci de compléter l'article en donnant les références utiles à sa vérifiabilité et en les liant à la section « Notes et références ».
Willem Zomer, dite Wim Zomer, né le 22 février 1945 à Finsterwolde, est un acteur néerlandais.

## Filmographie

### Cinéma et téléfilms
- 1969 : Tot de dood ons scheidt : Schoonzoon Ad
- 1970 : De rare vogels : Ben
- 1970 : De worstelaar: Plusieurs rôles
- 1972 : De graaf van Monte-Cristo : Fernand
- 1988 : Amsterdamned de Dick Maas : John
- 1989 : Spijkerhoek (nl) : Nico Willems
- 1991 : Medisch Centrum West (nl) : Lex Hildebrink
- 1990-1999 : Goede tijden, slechte tijden de Reg Watson : Daniël Daniël